# Rajd Wielkiej Brytanii 1990
Rajd Wielkiej Brytanii 1990 (46. Lombard RAC Rally) – 46 Rajd Wielkiej Brytanii rozgrywany w Wielkiej Brytanii w dniach 25-28 listopada. Była to dwunasta runda Rajdowych Mistrzostw Świata w roku 1990. Rajd został rozegrany na nawierzchni szutrowej. Bazą rajdu było miasto Harrogate.

## Wyniki[1]
| Msc. | Kierowca         | Pilot             | Samochód                    | Czas    | Strata | Grupa | Punkty |
| ---- | ---------------- | ----------------- | --------------------------- | ------- | ------ | ----- | ------ |
| 1    | Carlos Sainz     | Luis Moya         | Toyota Celica GT-Four       | 5:43.16 | 0.0    | A8    | 20     |
| 2.   | Kenneth Eriksson | Staffan Parmander | Mitsubishi Galant VR-4      | 5:44.58 | +1.34  | A8    | 15     |
| 3.   | Miki Biasion     | Tiziano Siviero   | Lancia Delta Integrale 16V  | 5:47.22 | +4.06  | A8    | 12     |
| 4.   | Mats Jonsson     | Anders Olsson     | Toyota Celica GT-Four       | 5:49.40 | +6.26  | A8    | 10     |
| 5.   | Didier Auriol    | Bernard Occelli   | Lancia Delta Integrale 16V  | 5:51.02 | +7.48  | A8    | 8      |
| 6.   | Colin McRae      | Derek Ringer      | Ford Sierra RS Cosworth 4x4 | 5:53.17 | +10.01 | A8    | 6      |
| 7.   | Armin Schwarz    | Klaus Wicha       | Toyota Celica GT-Four       | 5:54.56 | +11.40 | A8    | 4      |
| 8.   | David Llewellin  | Phil Short        | Toyota Celica GT-Four       | 5:56.43 | +13.27 | A8    | 3      |
| 9.   | Alex Fiorio      | Luigi Pirollo     | Ford Sierra RS Cosworth 4x4 | 5:59.22 | +16.06 | A8    | 2      |
| 10.  | Robert Droogmans | Ronny Joosten     | Lancia Delta Integrale 16V  | 6:05.31 | +22.15 | A8    | 1      |

## Klasyfikacja końcowa sezonu 1990
Tabele przedstawiają tylko pięć pierwszych miejsc.

### Kierowcy
| Lp. | Kierowca        | Pkt |
| --- | --------------- | --- |
| 1   | Carlos Sainz    | 140 |
| 2   | Didier Auriol   | 95  |
| 3   | Juha Kankkunen  | 85  |
| 4   | Massimo Biasion | 76  |
| 5   | Mikael Ericsson | 32  |

### Producenci
| Lp. | Producent  | Pkt |
| --- | ---------- | --- |
| 1   | Lancia     | 137 |
| 2   | Toyota     | 131 |
| 3   | Mitsubishi | 56  |
| 4   | Subaru     | 43  |
| 5   | Mazda      | 30  |